# العام الأوروبي للأشخاص ذوي الإعاقة
العام الأوروبي للاشخاص ذوي الإعاقة حددت المفوضية الأوروبية العام 2003 كعام أوروبي للاشخاص ذوي الإعاقة. ويسمى احيانا «العام الأوروبي للاشخاص المعوقين». وخصصت المفوضية 12 مليون يورو للاحتفال بهذا العام ودعم قضايا الإعاقة.
وتم اطلاق هذه المناسبة رسميا تحت رعاية الرئيس اليوناني في اثينا في 26 كانون الثاني من عام 2003. وتم استضافة الممثلة جولي فرنانديز في الحفل الافتتاحي.

## روابط خارجية
- European Year of People with Disabilities Website